# Winterthurer Woche

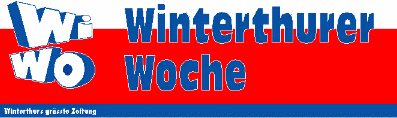
Das Logo der Winterthurer Woche

Die Winterthurer Woche (auch WiWo genannt) war eine kostenlose Wochenzeitung aus Winterthur. Sie besass 1999 eine WEMF-beglaubigte Auflage von 61'703 Exemplaren und wurde vom Eulach Verlag herausgegeben. Die Zeitung wurde in der Stadt und Region Winterthur verteilt. Ihr Erscheinen wurde im Jahr 2002 eingestellt, weil die bisherigen Verleger in Rente gingen. Die Zeitung wurde am 4. September 2002 vom bisherigen Konkurrenten Winterthurer Stadtanzeiger übernommen. Ein Jahr später wurde die Winterthurer Zeitung als indirekte Nachfolgerin der WiWo lanciert.